# Mette Sjøberg
Mette Sjøberg, född 19 april 1982 i Vejle, Danmark är en inte längre aktiv dansk handbollsspelare. Hon var högerhänt och spelade som vänsternia. 

## Karriär
Mette Sjøberg inledde sin karriär i KIF Kolding 1997-1998. Sedan spelade hon fyra år i GOG innan hon bytte till Horsens HK 2002. I Horsens spelade hon i fyra år och det var då hon debuterade i landslaget. 2006 bytte hon som vänsternia från Horsens HK till FCK Håndbold, där hon spelade under säsongen 2006-2007, och gjorde 167 mål i ligan och vann skytteligan. Under sommaren 2008 lämnade Sjøberg FCK, og spelade de nästföljande två säsongerna i FC Midtjylland Håndbold. I slutet av 2009 drabbades hon av en allvarlig skada i skuldran och fick opereras.  Hon blev sedan avskedad av FC Midtjylland. Efter operationen var hon klubblös och valde sedan att vara tränare i Vejle.  Mette Sjøberg avslutade karriären sommaren 2013 efter att ha varit chefstränare för Vejle 2010-2011 och avslutningsvis två säsonger som spelare i Vejen EH (f.d Kif Vejen).

### Landslagskarriär[6]
Hon debuterade i landslaget den 14 juni 2003 mot Island och gjorde 4 mål i den danska 28-20 segern. Hon spelade sedan i landslaget till den 19 oktober 2008. Då förlorade Danmark till Norge med 18-30 och Sjöberg gjorde sina tre sista landslagsmål. Under åren har Sjøberg spelat 85 landskamper för Danmark  och gjort 262 mål i landslaget. Främsta landslagsmeriten är silvermedaljen i EM 2004. Hon deltog också i VM 2005 och EM 2006 utan att Danmark nådde några större framgångar. 

## Klubbar[7]
- KIF Kolding (1997-1998)
- GOG (1998-2002)
- Horsens HK (2002-2006[8])
- FCK Håndbold (2006-2008[9])
- FC Midtjylland Håndbold (2008-2010)
- Vejle Håndbold (2010-2011)
- KIF Vejen (2011-2013)

## Meriter[10]
- EM-silver i EM 2004 med Danmarks damlandslag i handboll
- Guld vid Ungdoms OS 1999
- Silver i Damehåndboldligaen 2001
- Guld i Danska cupen 2001 med GOG
- Guld i Danska cupen 2004 med Horsens HK
- Skytteligavinnare i Damehåndboldligaen 2006-2007

### Fotnoter
1. ↑  ”EHF / Mette Sjöberg”. http://www.eurohandball.com/ec/ehfc/women/2011-12/player/515056/Mette+Sjoberg. Läst 30 mars 2019.
2. ↑  ”Sjöberg overvejer håndboldstop”. https://www.dr.dk/sporten/haandbold/sjoeberg-overvejer-haandboldstop. Läst 30 mars 2019.
3. ↑  ”Sjöberg fyret i FCM”. https://ekstrabladet.dk/sport/haandbold/article4186968.ece. Läst 30 mars 2019.
4. ↑  ”Profilen Mette Sjöberg del 4”. Arkiverad från originalet den 30 mars 2019. https://web.archive.org/web/20190330035015/https://www.hbold.dk/2016/09/16/profilen-mette-sjoberg-del-fire-2/. Läst 30 mars 2019.
5. ↑  ”Mette Sjöberg til KIF Vejen”. Arkiverad från originalet den 30 mars 2019. https://web.archive.org/web/20190330035024/https://www.tvsyd.dk/artikel/mette-sjoeberg-til-kif-vejen. Läst 30 mars 2019.
6. ↑  ”Haslund info / Mette Sjöberg”. http://www.haslund.info/haandbold/20_dame/20_spillere/sjomet.asp. Läst 29 mars 2019.
7. ↑  ”DHDb / Mette Sjöberg”. http://dhdb.hyldgaard-jensen.dk/spiller.php?id=1148. Läst 29 mars 2019.
8. ↑  ”FCK snupper baade Sjöberg og Mia Falk i Horsens”. https://www.bt.dk/sport/fck-snupper-baade-sjoeberg-og-mia-falk-i-horsens. Läst 30 mars 2019.
9. ↑  ”Mette Sjöberg tager hjem till Jylland”. https://www.bt.dk/sport/mette-sjoeberg-tager-hjem-til-jylland. Läst 30 mars 2019.
10. ↑  ”Vejle efterskole / Mette Sjöberg”. Arkiverad från originalet den 7 augusti 2020. https://web.archive.org/web/20200807150704/https://www.vies.dk/ansat/mette-sjoberg. Läst 30 mars 2019.